# Alice Téligny Mathon
Alice Téligny Mathon, aussi connue en tant que Alice Mathon, est une féministe et suffragiste haïtienne, active dans les années 1920.

## Biographie
Alice Mathon est membre fondatrice de la Commission interaméricaine des femmes en 1928 et le 3 mars 1934 elle cofonde la Ligue féminine d'action sociale en Haïti. Fernande Bellegarde, Marie Corvington, Esther Dartigue, Alice Garoute, Olga Gordon, Thérèse Hudicourt, Georgette Justin, Madeleine Sylvain et Maud Turian sont également des membres fondatrices de la Ligue. L'organisation est interdite par le gouvernement deux mois après sa fondation bien qu'elle soit par la suite rétablie lorsqu'il est convenu d'étudier ses objectifs au lieu de les implémenter immédiatement. La Ligue obtient la concession du droit au vote pour les femmes en 1957.